# Carl Leijonmarck
Carl Evald Leijonmarck, född 30 januari 1855 i Klara församling, Stockholm, död 29 januari 1926 i Hedvig Eleonora församling, Stockholm, var en svensk jurist och ämbetsman. Han var sonsons son till Gustaf Adolf Leijonmarck och svärfar till Axel Afzelius samt bror till Johan Ludvig Leijonmarck.

## Biografi
Leijonmarck blev assessor i Svea hovrätt 1891, tillförordnad revisionssekreterare 1892 och ordinarie 1900. Han var suppleant för justitieombudsmannen 1897–1902, justitieombudsman 1902 och president i Göta hovrätt 1906–1925.

## Utmärkelser
- Kommendör med stora korset av Nordstjärneorden, 6 juni 1913.[3]